# Spolia opima
Spolia opima (тучные доспехи) — особо почётный трофей, приносимый в дар Юпитеру Феретрийскому полководцем, получившим право на триумф.
Такой дар мог преподнести командующий войском (царь или консул), лично убивший в поединке вражеского полководца и снявший с него доспехи и оружие, которые и приносились в дар Юпитеру. Несмотря на то, что римляне признавали и выставляли и другие виды трофеев — например, штандарты и носы вражеских кораблей — spolia opima считался наиболее почётным трофеем и приносил огромную славу завоевавшему его.
Таких случаев в истории Рима было лишь три:
- Ромул победил ценинского царя Акрона[3];
- Военный трибун с консульской властью Авл Корнелий Косс в 437 году до н. э. победил царя города Вейи Ларса Толумния[4];
- Консул Марк Клавдий Марцелл в 222 году до н. э. победил царя инсубров Вертомара (Бритомарта)[5][6].

Четвёртым должен был стать проконсул Марк Лициний Красс, убивший в 29 году до н. э. в бою царя бастарнов Дельдона, но Октавиан Август, боявшийся, что такая великая слава сделает Красса опасным соперником, под надуманными предлогами запретил ему посвящать доспехи.
По мнению античных авторов, ещё три военачальника совершили сходные подвиги, убив в поединках вражеских вождей:
- Тит Манлий Торкват в 361 году до н. э. убил знатного галла в поединке на мосту через реку Аниен[10][11].
- Военный трибун Марк Валерий Корв в 349 году до н. э. убил вождя сенонов в ходе войны в Понтинской области[12][13].
- Военный трибун Сципион Эмилиан в 151 году до н. э. в Испании убил вражеского вождя при осаде города ваккеев Интеркации[14][15].

Однако все они воевали под ауспициями других полководцев, и потому не имели права посвятить в храм вражеские доспехи. К тому же в отношении первых двух случаев у древних авторов нет единства: Валерий Максим и Авл Геллий называют противников римлян вождями, а Тит Ливий — просто отборными воинами. В каком ранге был Манлий Торкват, римские авторы не сообщают.
Возможно, еще одним в этом списке мог бы стать Друз Старший, который во время кампании в Германии в 12-9 гг. до н.э. постоянно искал на поле битвы (таких эпизодов было не меньше 3-х) германских вождей и предводителей, чтобы лично с ними сразиться. Источники неоднозначны, но предполагают, что он потенциально мог захватить spolia opima у германского вождя, став таким образом четвертым и последним римлянином, удостоенным этой чести. Однако, независимо от того, действительно ли он смог сразиться с ними в бою, его безвременная смерть помешала ему пройти официальную церемонию их посвящения в храм. Примечательно, что после смерти Друза Август положил лавры не в Храм Юпитера Оптимуса Максима, как он это делал раньше, а в Храм Юпитера Феретрийского. Дж.У. Рич предполагает, что это действие было сделано в подтверждение памяти Друза и если бы Друз был жив, то он сам бы поместил в храме spolia opima.